# Elaeocarpus acuminatus
Elaeocarpus acuminatus är en tvåhjärtbladig växtart som beskrevs av Nathaniel Wallich. Elaeocarpus acuminatus ingår i släktet Elaeocarpus och familjen Elaeocarpaceae. Inga underarter finns listade i Catalogue of Life.